# Resolução 335 do Conselho de Segurança das Nações Unidas
A Resolução 335 do Conselho de Segurança das Nações Unidas foi aprovada por unanimidade em 22 de junho de 1973 e é relativa à admissão da República Democrática Alemã e República Federal da Alemanha como estados-membros da ONU, com admissão simultânea.